# Jayamangali
Jayamangali és un riu de Karnataka afluent del Pinakini pel nord, que neix a les muntanyes Devaraydurga, corre pel nord-est del districte de Tumkur, i s'úneix al Pinakini al districte de Bellary. El 2007 es va crear la Jayamangali Blackbuck Conservation Reserve, inicialment Maidenahalli Blackbuck Conservation Reserve, l'única àrea protegida del districte de Tumkur al límit amb el districte d'Anantpur a l'Andhra Pradesh, que mesura 3,23 km i on hi ha la segona població d'antilops de corns foscos entre cabra i cérvol (en anglès blackbuck).